# RS Feva
RS Feva es una clase de embarcación a vela diseñada por Paul Handley en 2002 y reconocida por la Federación Internacional de Vela.
Se fabrica en los astilleros RS Sailing.

## Características
El RS Feva tiene dos versiones de aparejo: RS Feva S y RS Feva XL. El casco no varía. El RS Feva S es la versión más cómoda y fácil de manejar, mientras que el RS Feva XL es la versión de competición.
El barco puede llevar 2 o 3 tripulantes, tiene unas medidas de 364 cm de eslora y 142 cm de manga y un peso de 63 kg.

## Campeones del mundo
| Año  | Tripulación                            | Pabellón      |
| 2006 | James Peters & Ben Gratton             | Reino Unido   |
| 2008 | Tim Gratton & Chris Taylor             | Reino Unido   |
| 2010 | Owen Bowerman & Charlie Darling        | Reino Unido   |
| 2011 | Matthew Whitfield & Scott Wallis       | Reino Unido   |
| 2012 | Leonardo Stocchero & Gianluca Virgenti | Italia        |
| 2013 | Hannah Bristow & Bobby Hewitt          | Reino Unido   |
| 2014 | Harvey Martin & Bobby Hewitt           | Reino Unido   |
| 2015 | Iain Bird & Jake Hardman               | Reino Unido   |
| 2016 | William Pank & Finlay Dickinson        | Reino Unido   |
| 2017 | Eli Liefting & Rose Dickson            | Nueva Zelanda |
| 2018 | Ben Hutton-Penman & Abi Jayasekara     | Reino Unido   |